# Bogdana Karadoczewa
Bogdana Karadoczewa (bułg. Богдана Карадочева; ur. 19 lipca 1949 w Sofii) – bułgarska piosenkarka.

## Życiorys
Bogdana Karadoczewa jest aktywna na scenie muzycznej od 14. roku życia. Matka chciała, by została śpiewaczką operową, ale wybrała karierę estradową. W 1969 zdobyła nagrodę Złotego Orfeusza na festiwalu w Słonecznym Brzegu. W 1998 otrzymała nagrodę dla najbardziej bułgarskiej artystki przyznaną przez Stowarzyszenie Bułgarskiej Duchowości. Jej mężem jest kompozytor Stefan Dimitrow.